# Eltra
Eltra, oprindeligt Magnavox, var en dansk radio og tv-fabrik, som blev grundlagt 1935. Den begyndte at bruge navnet Eltra under 2. verdenskrig. Den lukkede i 1974, da den blev solgt til Sony. Eltra byggede det første danske tv-apparat i 1948.

## Historie
Magnavox ansatte 1939 den nyuddannede elektroingeniør Olav Ebbesen Grue i udviklingsafdelingen, og Grue viste hurtigt sine talenter: Magnavision blev det første danske fjernsyn, og det blev fremvist i Tivoli i 1948. Under udviklingen af tv'et havde Magnavox desuden gavn af elektroingeniør Louis Carstens, som blev ansat i 1948.
Eltra havde i de sidste år fabrik på Solbjergvej 3-11 på Frederiksberg. Solbjergvej eksisterer ikke længere, men den lå som en sidevej til Sprogøvej ved Nordre Fasanvej og S-toget (nu Metroen).
I nogle dele af København og Frederiksberg havde man jævnstrøm i stikkontakterne op til ca. 1970. Eltras radioer og TV og den første båndoptager var "universale", dvs. de kunne tilsluttes både vekselstrøm og jævnstrøm. De var i øvrigt udstyret med radiorør, først senere kom modeller med transistorer, og de var kun til vekselstrøm.
Radiomodellerne hed f.eks. Eltra Air Prince eller Comet
De lavede også radiogrammofoner, dvs. et stort møbel, hvor der var indbygget en grammofon og en radio. I nogle modeller var der også pladehylder.
De sort/hvide TV hed Bella Vista, og de havde indbygget FM-radio, det var nødvendigt for at kunne høre Radio Mercur. Flere af TV-modellerne kunne fås med døre, som kunne beskytte billedrøret, når de var slukkede. Eltra gik meget op i, at apparaterne var indbygget i nydelige kabinetter i poleret ægte træ.
Eltra lavede i 1950'erne en båndoptager som hed 950. Den var til universaldrift. Den havde de gamle 3 benede stik til højtaler og gramofon. Der er udstillet et eksemplar i radio og cykelbutikken i Andelslandsbyen Nyvang ved Holbæk.
Den seneste båndoptager, som Eltra lavede, hed 1001, det var en 2 spors monobåndoptager også med radiorør men kun til vekselstrøm. Den var utrolig populær i midten af 1960'erne.
Eltra forsøgte også at lave et farve-TV, men det var ustabilt, og det var begyndelsen til enden for Eltra.

## Eltra Amba
Eltra-navnet blev senere genbrugt af et jysk el-transmissionsselskab, som sidenhen er blevet opslugt af Energinet.